# Абдолов Михайло
Михайло Абдолов (нар. 1 червня 1918 — 11 травня 2006) — учасник німецько-радянської війни, Герой Радянського Союзу (1945).

## Життєпис
Народився 1 червня 1918 року в селі Бітік (нині Акжаїцький район Західно-Казахстанської області) у сім'ї пастуха. Казах. Після закінчення сільської школи працював у радгоспі.
З 1938 року у РСЧА.
Брав участь у німецько-радянській війні з червня 1941 року. Командир відділення 111-ї окремої розвідувальної роти (74-а стрілецька дивізія, 57-а армія, 3-й Український фронт) старший сержант Абдолов відзначився у боях в Югославії та Угорщині. Уночі проти 7 листопада 1944 року група розвідників на рибальських човнах переправилась через річку Дунай південніше міста Мохач і несподівано напала на спостережний пункт противника. Розвідники захопили 12 полонених. Командир відділення особисто полонив 4 і знищив кількох солдат і офіцера.
У 1946 році старшина Абдолов був демобілізований і повернувся в рідні місця. Працював у радгоспі.

## Звання та нагороди
24 березня 1945 року Михайлові Абдолову присвоєно звання Героя Радянського Союзу.
Нагороджений також:
- орденом Леніна
- орденом Червоного Прапора
- орденом Вітчизняної війни 1 ступеня
- орденом Червоної Зірки